# Охота (фильм, 2020)
«Охота» (англ. The Hunt) — американский триллер режиссёра Крэйга Зобела по сценарию Ника Кьюза и Деймона Линделофа, основанный на рассказе Ричарда Коннелла «Самая опасная дичь». В главных ролях: Бетти Гилпин, Айк Баринхолц, Эмма Робертс и Хилари Суэнк. Продюсером фильма стал Джейсон Блум со своей компанией Blumhouse Productions. Зобел и Линделоф говорили, что фильм служит сатирой на глубокое политическое разделение между американскими левыми и правыми.
Изначально премьера фильма должна была состояться 27 сентября 2019 года. Однако после массовых убийств в Дейтоне и Эль-Пасо в начале августа 2019 года, Universal Pictures решило отложить выпуск фильма. Решение было принято на следующий день после того, как в адрес фильма поступила критика от президента США Дональда Трампа.
С тех пор Universal Pictures перенесло театральный релиз «Охоты» в США на 13 марта 2020 года.

## Сюжет
В начале картины несколько представителей элиты обсуждают в текстовом чате «охоту на изгоев общества». Затем они летят на самолете и в салон врывается человек, который пришел в себя после воздействия наркотиков. Со словами: «он пришел в себя раньше времени» — одна из женщин убивает его.
Несколько людей приходят в себя и обнаруживают, что они находятся в незнакомой местности, в лесу, с кляпом во рту. Вскоре они понимают, что они жители разных штатов США и насильственно доставлены сюда. Все они являются объектом охоты богатых американцев. Им дали оружие, однако силы неравны и, постепенно, жертв охоты убивают одного за другим. Преследуемые выбираются из леса, но на их пути ловушки, мины, подставные участники охоты, которые притворяются обывателями. В итоге, от всей группы остаются в живых женщина Кристалл и мужчина Дон. Оказывается, они находятся в Хорватии и попадают в лагерь беженцев. Из лагеря их вызволяет представитель американского посольства. Однако и он является подставным актёром, которого убивает Кристалл.
Женщина находит в машине «работника посольства» карту и выходит на лагерь наёмников, обеспечивающих охоту. Кристалл оказывается опытным бойцом, бывшим спецназовцем и прошла Афганистан. Она скрытно проникает на базу наёмников и убивает всех одного за другим. Последнего наёмника женщина перед смертью пытает и узнаёт, кто организовал охоту. Кристалл подозревает, что Дон также один из «подставных» и застреливает его. Так она выходит на поместье, откуда группа состоятельных граждан наблюдает при помощи дронов за событиями. Организатором была некая Афина.
События переносятся на год назад. В офисе Афины Стоун представители элиты обсуждают то, что компьютер одного из них взломали и подробности об охоте на людей стали известны общественности. Изначально обсуждение было шуткой, но вызвало скандал и увольнение с высоких должностей. В отместку Афина предлагает устроить охоту на самом деле и выбрать для этого 12 людей. В их число попала Кристалл, за свой злой комментарий в соцсети. Организаторы охоты обсуждают, что для политкорректности необходимо включить в число жертв женщин и афроамериканцев.
Кристалл пробирается в особняк Афины, убивает всех её приспешников. Две женщины сходятся лицом к лицу. Афина объясняет, что охота была организована в отместку за несправедливую отмену её и её друзей за невинный чат: ведь очевидно, что никто не собирался ни в каком поместье никого убивать... Но Кристалл замечает, что вообще-то именно это Афина и делает по итогу... В финальной схватке Кристалл получает тяжелое ранение, но убивает Афину. Перед смертью Кристалл сообщает Афине, что попала в число жертв охоты по ошибке: она была не той Кристалл, которая оставила комментарий в соцсети. Она знает о своей тезке из другого штата, но об этом не знала Афина и другие... «Заштопав» себе рану и переодевшись в одежду Афины, героиня выходит из особняка и улетает на частном самолёте.

## В ролях
- Бетти Гилпин — Кристалл
- Айк Баринхолц — Мозес «Статен-Айленд»
- Эмма Робертс — девушка в леггинсах для йоги
- Уэйн Дюваль — Дон
- Итан Сапли — Гэри
- Джастин Хартли — Шейн
- Хилари Суэнк — Афина Стоун
- Кейт Ноулин — Молли «Большой Красный»
- Стерджилл Симпсон — Мистер Уимпер «Vanilla Nice»
- Сильвия Грэйс Крим — Dead Sexy
- Кристофер Берри — «Цель»
- Уолкер Бэбингтон — Bandana Man
- Джейсон Киркпатрик — Рэнди
- Гленн Хоуэртон — Ричард
- Тери Уайбл — Либерти
- Мэйкон Блэр — посланник
- Эми Мэдиган — Миранда «Ма»
- Рид Бирни — Поп
- Усман Элли — Кризис Майк
- Дж. С. Маккензи — Пол
- Стив Култер — Доктор Тед
- Дин Уэст — Мартин
- Стив Мокейт — Сержант Дэйл
- Ханна Калуэлл — Келли
- Татасэй Янг — Николь
- Джим Клок — Капитан О’Хара

## Производство

### Разработка
В марте 2018 года Universal Pictures приобрело права на фильм по сценарию Ника Кьюза и Деймона Линделофа, режиссёром которого станет Крэйг Зобел. Оригинальным названием сценария было «Красный штат против синего штата», что является отсылкой к красным штатам и синим штатам. Позже Universal опубликовало заявление, в котором они отрицали, что это было рабочим названием фильма.
Элита охотников называет свою добычу «отбросами», что является намёком на фразу, использованную Хиллари Клинтон во время президентской избирательной кампании 2016 года в США для обозначения сторонников тогдашнего кандидата в президенты Дональда Трампа. В ранней версии сценария героями фильма были изображены консерваторы рабочего класса.

### Кастинг
В марте 2019 года Эмма Робертс, Джастин Хартли, Гленн Хоуэртон, Айк Баринхолц и Бетти Гилпин получили роли в фильме. В апреле 2019 года Эми Мэдиган, Джим Клок, Чарли Слотер, Стив Мокейт и Дин Уэст также присоединились к актёрскому составу фильма. В июле было объявлено, что Хилари Суэнк получила роль в фильме.

### Съёмки
Съёмки начались 20 февраля 2019 года в Новом Орлеане, а завершились они 5 апреля 2019 года.

## Выпуск
Выпуск фильма был запланирован на 27 сентября 2019 года. На некоторое время он был перенесён на 18 октября, прежде чем вернуться к первоначальной дате выпуска 27 сентября.
7 августа 2019 года Universal объявило, что после массовых убийств в Дейтоне и Эль-Пасо, они приостановят рекламную кампанию фильма. Через несколько дней фильм был снят с графика выпуска студии.
В феврале 2020 года выпуск фильма был перенесён на 13 марта 2020 года, в пятницу 13-го, и при этом был выпущен новый трейлер, частично в ответ на успех столь же спорного фильма «Джокер». Сопродюсер Джейсон Блум заявил в интервью: «Ни один кадр не был изменён […] Это точно такой же фильм».

## Реакция
«The Hollywood Reporter» написал, что была пара тестовых показов фильма, которые получили «отрицательные отзывы». Второй показ состоялся 6 августа 2019 года в Лос-Анджелесе, на котором «зрители снова выражали дискомфорт по поводу политики», чего Universal не предвидело (хотя другие студии изначально отказывались от сценария именно по этой причине). В заявлении для «Variety» Universal отклонило сообщение о том, что тестовая аудитория недовольна политическим уклоном фильма, а также опровергло утверждения о том, что у сценария изначально было политически взрывное название. «В то время как некоторые издания указали, что тестовые показы „Охоты“ привели к отрицательным отзывам; на самом деле фильм был очень хорошо принят и получил один из самых высоких результатов теста для оригинального фильма Blumhouse», — сказал представитель Universal. «Кроме того, ни один зритель, присутствовавший на тестовом показе, не выразил дискомфорта в связи с какой-либо политической дискуссией в фильме. В то время как отчёты говорят, что „Охота“ ранее называлась „Красный штат против синего штата“, это никогда не было рабочим названием для фильма на любом процессе разработки, и оно не появлялось в каких-либо отчётах о состоянии под этим именем».
Фильм привлёк критику со стороны некоторых СМИ, так как он якобы изображал элиту либералов, которые охотились на сторонников Дональда Трампа. 9 августа 2019 года Трамп опубликовал твит, назвав «либеральный Голливуд» «расистом на высшем уровне» и написав: «Предстоящий фильм сделан для того, чтобы разжечь и вызвать хаос», добавив: «Они сами творят насилие, а потом пытаются обвинить других». Хотя Трамп не уточнил название фильма, новостные агентства полагали, что это, скорее всего, является отсылкой к «Охоте». Некоторые комментаторы, такие как обозреватели для «The Atlantic» и «National Review», утверждали, что фильм на самом деле имел правый, антилиберальный тон, который был неправильно истолкован консервативными критиками фильма.

## Комментарии
1. ↑  Источники расходятся относительно точного жанра фильма; некоторые источники классифицировали его как триллер[2][3][4] (точнее сатирический триллер[5][6][7][8], триллер ужасов[9][10], трейлер-боевик[11][12] и политический триллер[13]), в то время как один источник назвал его комедийным боевиком[14].